# Töre kommunala realskola
Töre kommunala realskola var en kommunal realskola i Töre verksam från 1952 till senast 1962.

## Historia
Skolan fanns från 1 juli 1952 som en kommunal realskola.
Realexamen gavs från 1956 (eventuellt tidigare) till senast 1962..